# Megàpode de Nova Guinea
El megàpode de Nova Guinea (Megapodius decollatus) és una espècie d'ocell de la família dels megapòdids (Megapodiidae) que viu al sotabosc de la selva tropical, a les terres baixes del nord de Nova Guinea i illes adjacents.